# 比地大站
比地大站（日语：／ Hijidai eki */?）是一位於日本香川縣三豐市，隸屬於四國旅客鐵道（JR四國）的鐵路車站，車站編號為Y17。只停靠普通列車。

## 車站結構
為簡易車站模式，為當年居民所爭取的請願站，因此，並不設有任何站舍建築，只設有候車亭的側式月台1個，候車亭內設有自動售票機，外面則放置了自助飲品販賣機。
月台出入口為無障礙斜道，設於月台末端近高瀨站方向。有效長度為6輛，列車靠站時，下行往觀音寺方向為右側開門，往多度津方向則為左側開門。

### 月台配置
| 路線    | 方向     | 目的地                     |
| ------- | -------- | -------------------------- |
| ■予讚線 | （上行） | 多度津、高松、岡山方向     |
| ■予讚線 | （下行） | 觀音寺、伊予西條、松山方向 |

## 歷史
- 1957年10月1日：開業。

最初設站時，由於月台長度只有50米，不足以停靠一般的列車，因此開站初期，每天只能提上、下行各三班列車，十分不方便。後來當地居民自發捐獻建築材料，合力將月台加長，後來才得以擴建成合適長度讓一般的普通列車均能停靠，此事後來亦成為逸話。
- 1987年4月1日：日本國鐵分割民營化，車站的營運由JR四國繼承。

## 利用狀況
| 乗車人員推算 | 乗車人員推算    |
| 年度         | 1日平均上車人數 |
| ------------ | --------------- |
| 2004         | 142             |
| 2005         | 136             |
| 2006         | 118             |
| 2007         | 136             |
| 2008         | 150             |
| 2009         | 137             |
| 2010         | 122             |
| 2011         | 124             |
| 2012         | 116             |
| 2013         | 119             |
| 2014         | 127             |
| 2015         | 131             |
| 2016         | 134             |
| 2017         | 134             |

## 相鄰車站
四国旅客鐵道
■予讚線
高瀨（Y16）－比地大（Y17）－本山（Y18）

## 外部連結
- JR四國比地大站官方發車時間表。 （页面存档备份，存于）